# Jean-Georges Betto
Jean-Georges Betto né à Grenoble le 18 février 1970 est un avocat d'affaires français.

## Biographie

### Études
Il est diplômé d'études supérieures en droit international et en droits anglais et américain des affaires.

### Parcours professionnel
Sous l'influence d'Emmanuel Gaillard, il se spécialise dans le domaine de l'arbitrage.
Après avoir collaboré au cabinet Gide Loyrette Nouel, il s'associe en 2004 à Yves Derains, ancien secrétaire général de la Cour internationale d'arbitrage de la Chambre de commerce internationale. De 2008 à 2012 il dirige la pratique d'arbitrage international du cabinet anglais Lovells.
Avec Christophe Seraglini il crée en 2013 le cabinet Betto-Seraglini, spécialisé en arbitrage international et contentieux complexe,. En 2018, ce cabinet est classé par The Legal 500 en 3e catégorie parmi les ceux s'occupant d'arbitrage international.
Il se fait remarquer en tant qu'avocat de Bernard Tapie, notamment lors de l'arbitrage avec le Crédit lyonnais dans les années 2000 et 2010,,.
Il intervient également en défendant l'industrie française de l'armement dans des arbitrages portant sur le maintien en condition opérationnelle des frégates de Taïwan et sur la coopération franco-espagnole en matière de sous-marins Scorpène.
De 2015 à 2020 il plaide devant la cour internationale d'arbitrage de Madrid pour l'oligarque franco-russe Sergueï Pougatchev opposé à la fédération de Russie,.
En 2018 il est classé par Chambers & Partners en rang 3 parmi les avocats français spécialistes de l'arbitrage international ; il figure cette même année parmi les 50 avocats d’affaires les plus influents d’Afrique francophone, selon Jeune Afrique.

### Responsabilités ordinales
Il se présente en 2017 à l'élection au Conseil de l'Ordre des avocats de Paris et en devient membre,.

## Condamnations ordinale et pénale

### Juridiction ordinale
En 2018, deux femmes signalent des comportements inappropriés de sa part. En décembre 2019, le barreau prononce une sanction disciplinaire d'interdiction d'exercice d'un an, dont 2 mois fermes pour avoir méconnu les devoirs de la profession, notamment de dignité et d'humanité. En appel en janvier 2022, la peine est alourdie à 18 mois d'interdiction, dont 6 fermes.

### Procès pénal
Une enquête préliminaire pour harcèlement moral et harcèlement sexuel vis-à-vis de 5 stagiaires ou collaboratrices est ouverte en mars 2020 contre lui,. Il est jugé en septembre 2023. Il est condamné en janvier 2024 à 10 mois de prison avec sursis.

## Distinctions
- Chevalier de l'Ordre national du mérite (2015)[19] - suspendu en 2025 pour une durée de 5 ans[20].